# Olga de Amaral
Olga Ceballos de Amaral (nacida en 1932) es una artista textil colombiana conocida por sus obras abstractas a gran escala hechas con fibras  cubiertas de pan de oro y/o plata, reconocida internacionalmente desde los años 1960 y 1970. Vive y trabaja en Bogotá, Colombia.  

## Biografía y formación
Olga de Amaral nació Olga Ceballos Vélez el 14 de junio de 1932 en Bogotá, Colombia, de padres antioqueños, oriundos de los pueblos Yarumal y Andes. Sus relaciones y recuerdos con el campo y las labores artesanales, serán determinantes en su desarrollo artístico posterior. Sus visitas a ferias y mercados de pueblos con su madre, marcaron un lazo afectivo con la artesanía y los campesinos y artesanos que elaboraban recipientes cerámicos, de cestería, que hilaban y hacían ruanas y mantas.
Cuando tuvo que decidir qué estudiar, encontró que en la Colombia de 1951 las profesiones abiertas a las mujeres eran casi inexistentes. En algún momento, en parte porque no tenía mucho de dónde escoger, decidió estudiar dibujo arquitectónico en el Colegio Mayor de Cundinamarca en Bogotá. La institución ofrecía un pensum que combinaba materias como historia del arte y la teoría de la arquitectura, el dibujo, las matemáticas y la composición , dictadas por un destacado grupo de artistas y arquitectos entre los que se encontraban Hans Richter, Alberto Arboleda, Eduardo Ramírez Villamizar, Hans Drews Arango, Álvaro Moreno, Dicken Castro, Jaime Humberto Londoño, Arturo Robledo Ocampo y Hernán Viecco. 
Tras graduarse en 1952, realizó un año de práctica con Eternit Colombia, dibujando cerchas metálicas e instalaciones sanitarias. Una vez concluido, su alma mater le ofreció la dirección del departamento de dibujo arquitectónico, cargo que aceptó y que desempeñó durante más de un año, desarrollando habilidades administrativas y organizativas como diseño de pensums y  manejo de presupuestos y personal, útiles en desarrollo posterior de su empresa.
El contacto con la Cranbrook Academy of Art, institución que la acogería durante 1954 a junto a Marlene Hoffmann y Stella Bernal se hizo a través de Hans Drews Arango, con la condición de que renunciaran a obtener cualquier certificado o título de la institución. Como la rama de textiles era la única que no hacía exigencias académicas de títulación universitaria, entraron allí. En 2022 de Amaral obtuvo un grado honorífico en Bellas Artes de esta institución.
Sobre su paso allí como estudiante relata: "En Cranbrook, el taller textil tenía ocho telares colocados contra las ventanas: uno de ellos, en la esquina, sería mi hogar durante un año. Allí viví mis momentos más íntimos de soledad; nació mi certeza sobre el color; su fuerza; sentí que amaba el color como si fuera algo tangible. También aprendí a hablar en color. Recuerdo con nostalgia esa experiencia en la que las almas se tocaron las manos”. Allí conoció también a su futuro esposo, Jim Amaral.
En 1973 ganó el Guggenheim Fellowship. En 1971 obtuvo el Primer premio en el XXII Salón Nacional de Artistas de Colombia.
Entre 1966 y 1967 funda y es la directora del Departamento de Textiles de la Universidad de los Andes, Bogotá, Colombia.

## Vida personal
El matrimonio Amaral Ceballos tiene dos hijos, Diego, fundador de Amaral Editores SAS (antes Zona Ltda.) y Andrea, arquitecta.
Su sobrina es la arquitecta, paisajista y activista Diana Wiesner Ceballos.
La Casa Amaral (1968-70) fue diseñada por el arquitecto Rogelio Salmona para la pareja de artistas.  

## Exposiciones Individuales
1960 Sociedad Colombiana de Arquitectos, Bogotá, Colombia.
1961 Galería El Callejón, Bogotá, Colombia.
1966 T.A.B, Bogotá, Colombia
1966 Museo de Bellas Artes, Universidad de Carabobo. Caracas, Venezuela. 
1967 Galería Jack Lenor Larsen, Nueva York, USA. 
1967 Hall´s, Kansas City, Misuri, USA.
1967 Museo West, San Francisco, California, USA.
1969 Biblioteca Luis Ángel Arango, Bogotá Colombia.
1970 Museo of Contemporary Craft, Nueva York, USA.
1972 Museo de Arte Moderno, Bogotá, Colombia.
1973 Galería La Demeure, París, Francia.
1973 Banco Nacional, París, Francia.
1973 Galería André Emmerich, Nueva York, USA.
1974 Galería Bonython, Sídney, Australia.
1974 Galería South Yarra, Melbourne, Australia.
1975 Galería Rivolta, Lausanne, Suiza.
1975 Galería Artwave, Nueva York, USA.
1975 Galería Belarca, Bogotá Colombia.
1977 Galería Florence Dulh, Nueva York, USA.
1977 La Galería, Quito, Ecuador.

## Exposiciones Colectivas
1967 “Textiles colombianos”. Colombian Center, Nueva York, USA.
1967 III Bienal Internacional de Tapicería. Lausanne, Suiza.
1968 “The intersection of the line”. California State, College, USA.
1969 Museo de arte de Detroit, Míchigan. USA.
1969 “Wall Hangings”. Museo de Arte Moderno. Nueva York, USA.
1969 Universidad de Purdue, Indiana, USA.
1970 Galería Buchholz. Múnich, Alemania.
1970 Segunda Bienal de Arte Coltejer. Medellín, Colombia.
1970 “Textile Construction”. Galería Ruth Kaufmann, Nueva York, USA.
1971 V Bienal Internacional de Tapicería. Lausanne, Suiza.
1971 Galería Zacheta, Varsovia, Polonia.
1971 “Deliberate entanglements”. Galería de Arte UCLA, Los Ángeles, California.
1971 XXII Salón de artistas nacionales, Bogotá, Colombia.
1972 III Bienal de Arte de Coltejer, Medellín, Colombia.
1973 Trienal de Milán, Milán, Italia.
1973 Instituto de Artes, Detroit, Míchigan, USA.
1973 “32 Artistas Colombianas”. Museo de Arte Moderno, Bogotá Colombia.
1973 “32 Artistas Colombianas”. Fundación Mendoza, Caracas, Venezuela.
1973 “Fiberwork”. Galería Lowe, Nueva York, USA.
1973 Galería de arte Govett Brewster, Nueva Zelandia.
1974 XXV Salón Nacional de Artistas Visuales
1975  VII Bienal Internacional de Tapicería, Lausanne, Suiza.
1975 “Arte colombiano a través de los siglos”. Petit Palais, París, Francia.
1975 “Superficies”. Grand Palais, París, Francia.
1975 Festival D'Anjou. Anger, Francia.
1976 Museo Ingres. Montauban, Francia.
1976 XVIII Bienal Internacional de Tapicería, Lausanne, Suiza.
1977 “Fiberwork: The Americas and Japan”. Museo de Arte Moderno, Kyoto, Japón.
2016. "Estados Presentes". Galería Casa Cano.
2017. "De la Línea al Espacio". Museo de Arte Moderno. Bogotá, Colombia.